# Skellefteåtravet
Skellefteåtravet (före 2018 Skelleftetravet) är en travbana i Skellefteå som invigdes 1952. Banan mäter 1000 meter och upploppsrakan 175 meter, vilket är ett av de kortare upploppen bland travbanor i Sverige.
Skelleåftetravet är en av två banor i landet som har open stretch. Den andra banan är Åbytravet, som har dubbla open stretch-spår. 
Kända lopp som körs på Skellefteåtravet är Stig Lindmarks Styrkeprov, Steggbests Minne och Midsommarkransen.